# Holly, Michigan
Holly este un sat din nordul comitatului Oakland din statul american Michigan. Populația era de 5.997 de locuitori la recensământul din 2020. Satul este situat în orașul Holly. El se află la aproximativ 15 mile (24 km) sud de Flint și 55 mile (89 km) nord-vest de Detroit.